# 雨上がりに見た幻
「雨上がりに見た幻」（あめあがりにみたまぼろし）は、2009年9月2日に発売されたthe pillowsの29枚目のシングル。

## 概要
- 2009年でバンド結成20周年を迎えたthe pillowsの音源リリース・ライブ企画『LATE BLOOMER SERIES』の第5弾としてリリースされた。
- 前作より1年4ヶ月ぶりのシングルであり、2009年の第一弾シングルである。
- 初回限定版には「雨上がりに見た幻」のPVを収録したDVD、バスター君ステッカー、3作連動キャンペーン応募券を封入。
- Ben Kwellerとのコラボレーション作「Lightning Runaway ～NO MUSIC, NO LIFE.～」と同時発売となった。こちらはタワーレコード日本上陸30周年を記念してタワーレコード限定で発売されたシングルである。
- 9月1日付けオリコンシングルデイリーランキングで3位を記録した。この順位は、the pillowsとして自己最高位。au ONAIR MUSIC CHARTでは1位を獲得した。
- 本作のジャケットは1997年リリースのシングル「ハイブリッド レインボウ」のセルフパロディである。撮影場所は新橋駅ガード下。

## 収録曲
作詞・作曲：山中さわお（全曲）
1. 雨上がりに見た幻
2. ファイティングポーズ

## DVD（初回限定版のみ）
1. 雨上がりに見た幻（Video clip）